# Église Saint-Léger de Neurey-en-Vaux
Pour les articles homonymes, voir Église Saint-Léger et Saint-Léger.
L'église Saint-Léger est une église catholique située à Neurey-en-Vaux, en France.

## Localisation
L'église est située sur la commune de Neurey-en-Vaux, dans le département français de la Haute-Saône.

## Historique
L'édifice est inscrit au titre des monuments historiques en 2006.